# Lieux de tournage des westerns

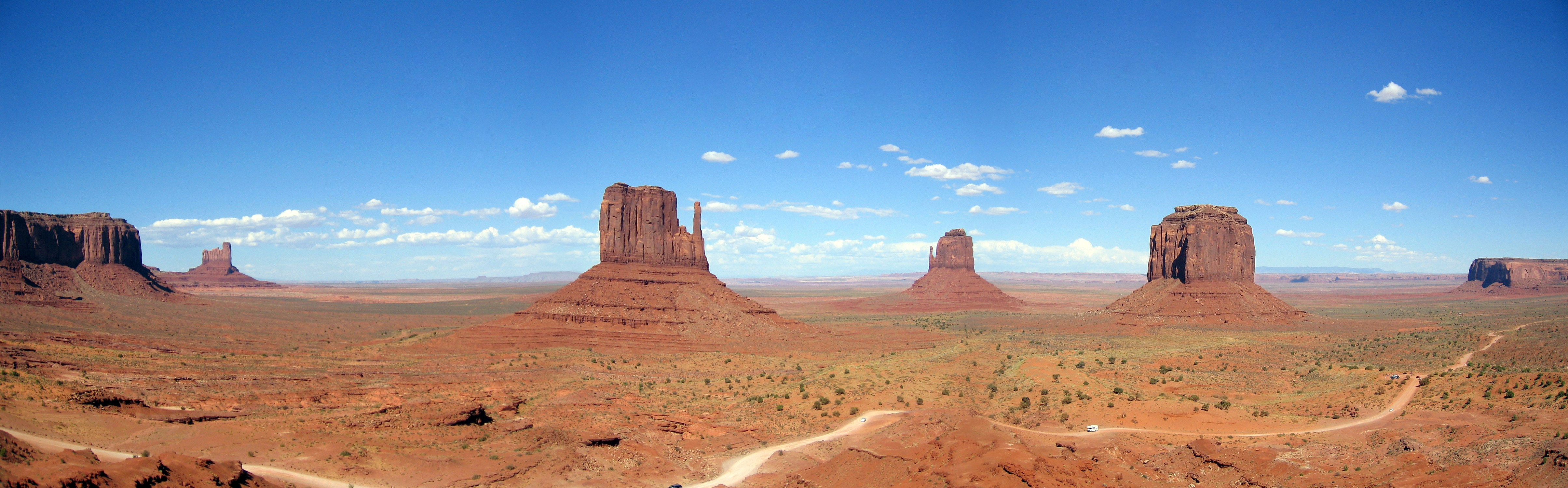
Panorama de Monument Valley

## États-Unis

### Monument Valley

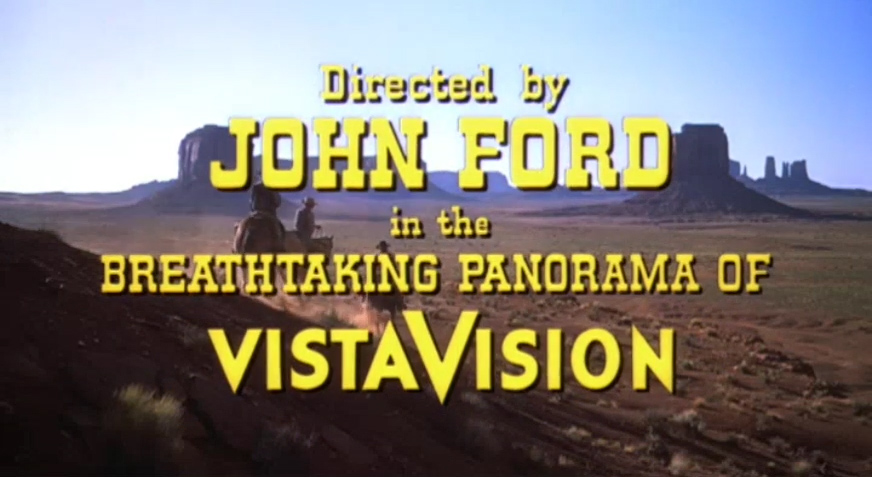
Bande-annonce de La Prisonnière du désert

Monument Valley se situe à la frontière entre l'Utah et l'Arizona. La vallée fut popularisée par John Ford dans La Chevauchée fantastique (1939). C'est son décor extérieur préféré ; il y tourna au total dix westerns notoires dont plusieurs font partie des plus grands succès du genre.
Dans La Chevauchée fantastique, quatre scènes sont tournées à Monument Valley. Tout d'abord, après que la diligence a quitté la ville, elle entre de loin dans Monument Valley, dont on voit les buttes à l'horizon. Le chargement de Ringo Kid (John Wayne) est tourné ailleurs, au Ranch Iverson. Lors de la scène suivante réapparait Monument Valley, cette fois de beaucoup plus près. La caméra se trouve au Lookout Point et montre les West Mitten, East Mitten et Merrick Butte (voir panorama). Les chevaux remontent le chemin dos au décor dans une image historique. Lorsque la diligence quitte Dry Fork, Ford montre à nouveau Monument Valley à l'horizon. Finalement, juste avant l'attaque indienne, elle repasse près des trois buttes dans un plan où seul Merrick Butte est visible.
Le générique d'introduction de La Prisonnière du désert montre Merrick et East Mitten Butte depuis Artist Point. En hommage à une scène du film, un lieu à Monument Valley est nommé John Ford's Point.

### Alabama Hills
Alabama Hills est une formation rocheuse située en Californie, entre la Sierra Nevada et la petite ville de Lone Pine. Elles sont un des décors les plus souvent utilisés : des centaines de westerns y furent tournés, pour la plupart des petits budgets.
Plusieurs cow-boys ont leur célébrité associée au lieu : Tom Mix, Hopalong Cassidy, Roy Rogers ou Gene Autry. Entre 1936 et 1953, ce dernier y joua vingt-et-un westerns. De plus, il créa en 1950 The Gene Autry Show, une série western télévisée également tournée à cet endroit. En son hommage, un rocher porte aujourd'hui son nom. Budd Boetticher affectionnait lui aussi le coin puisqu'il y tourna entre 1956 et 1960 quatre de ses sept collaborations avec Randolph Scott, qui s'imposent aujourd'hui comme les plus grandes réussites du western de série B.
Ainsi, Lone Pine possède un patrimoine culturel immense. Depuis 1990 s'y tient en octobre le Lone Pine Film Festival. Pendant trois jours, il fait honneur aux nombreux films et acteurs qui s'illustrèrent dans cette ville. Des invités de marque y participent comme Roy Rogers ou Gregory Peck. Subséquemment, un musée fut créé en 2006, le Beverly and Jim Rogers Museum of Lone Pine Film History. Celui-ci expose des costumes, véhicules, armes et autres objets authentiques ayant servi aux tournages.

### Vallée de la mort

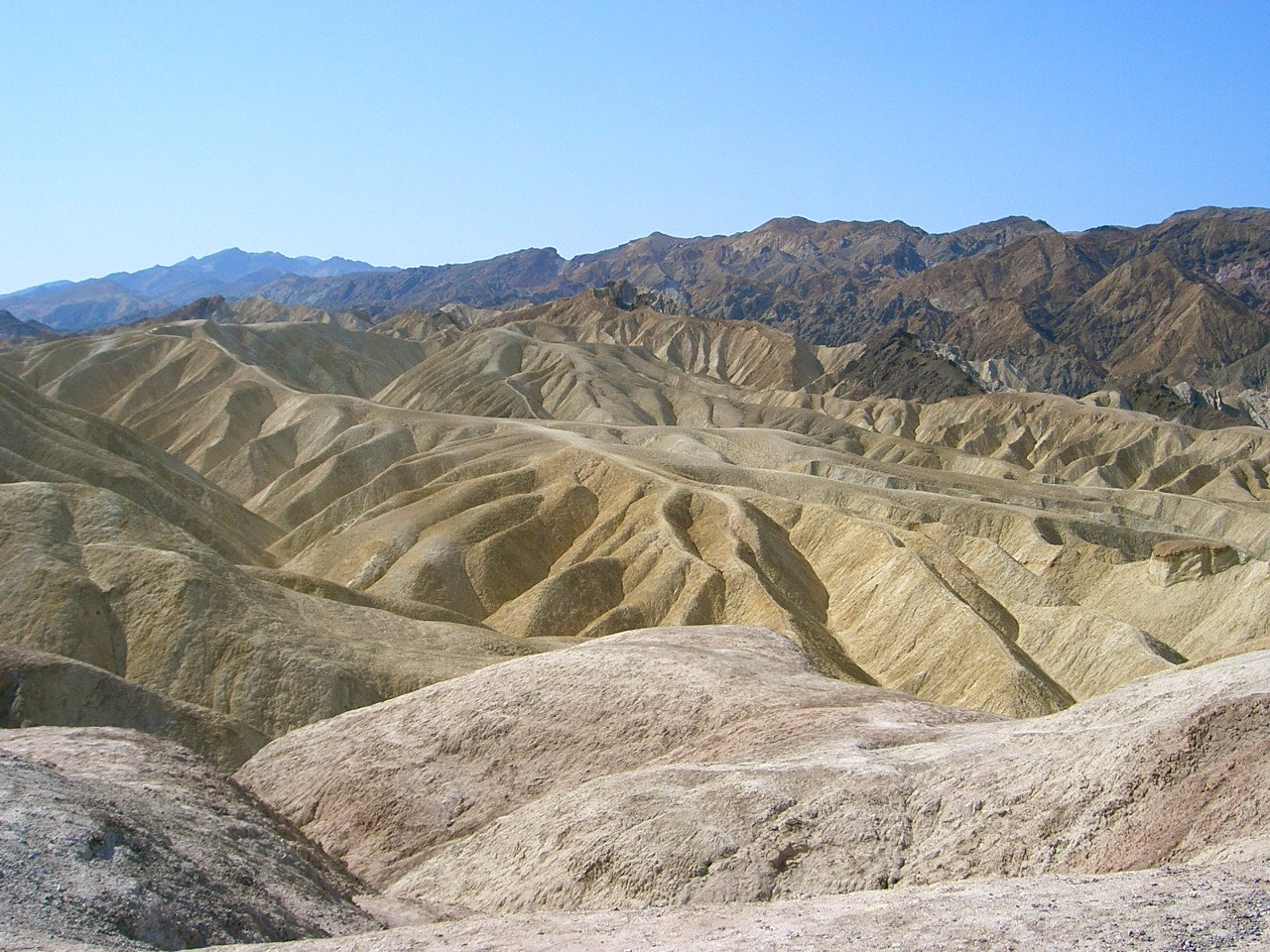
Zabriskie Point

La vallée de la Mort est située dans l'Est de la Californie. Il s'agit d'un des endroits les plus secs et les plus chauds du monde. Elle est donc le décor parfait pour mettre en scène des traversées de désert éprouvantes, comme Le Fils du désert de John Ford, qui popularisa le lieu en 1948.

### White Sands

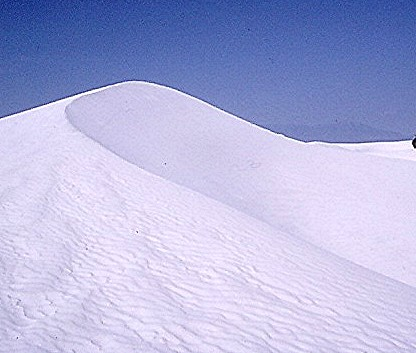
White Sands

White Sands est un désert de sable blanc situé au Nouveau-Mexique. Il est épisodiquement apparu dans les westerns. À côté des déserts récurrents, il offre une originalité certaine grâce à sa couleur atypique.
Le premier western à le mettre en valeur est Pendez-les haut et court (1968) où on voit une bagarre dans ses dunes. Ted Post insiste d'ailleurs dessus puisque Clint Eastwood finit avec le visage couvert de sable blanc.

## Espagne

### Almería

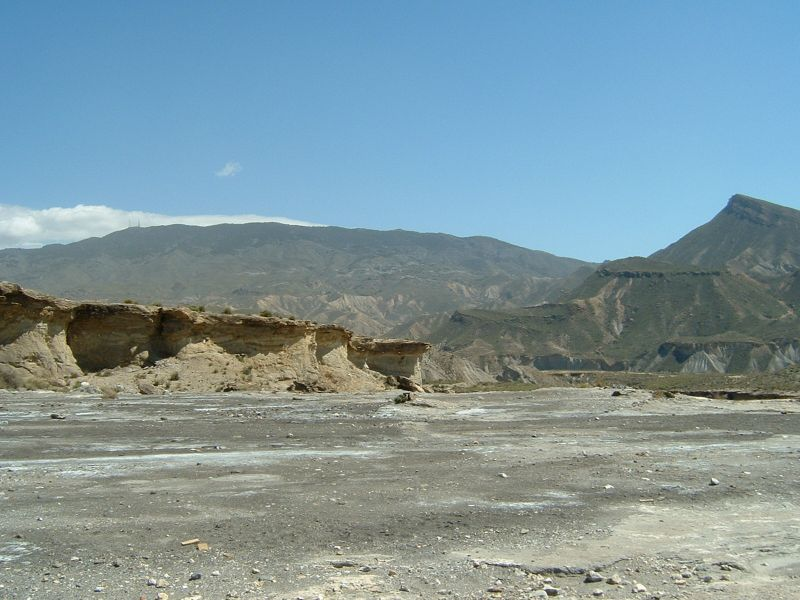
Désert de Tabernas

Le désert de Tabernas, situé dans la province d'Almería, est le sanctuaire du western spaghetti. Jusqu'alors très rarement aperçu au cinéma, ce décor devint en 1964 le théâtre de l'œuvre pionnière du western italien : la Trilogie du dollar. Il contribua à l'avènement du genre en fournissant aux réalisateurs Italiens un paysage idéal pour représenter l'Ouest américain et le Mexique, étant une des rares régions arides d'Europe.
Après le succès du western spaghetti, les réalisateurs américains utilisèrent à leur tour le désert de Tabernas pour certains westerns crépusculaires. Notamment, Charles Bronson joua dans plusieurs de ces westerns américains tournés en Europe. Le site fut aussi utilisé par Sergio Leone pour son célèbre film Il était une fois dans l'Ouest (1968).